# Tony Alva
Tony Alva nació el 2 de septiembre de 1957 en Santa Mónica, California, y es uno de los Z-Boys originales y es considerado uno de los skaters más influyentes de todos los tiempos. 
El nivel de agresividad con el cual Alva patinaba divergía de manera sustancial del estilo tradicional de la época, basado aún en trucos ideados en los años 60. Alva y los otros Z-Boys fueron de los primeros en introducir el patinaje en piscinas vacías en la corriente principal, debido a la sequía que hubo en ese año. De tal forma que a menudo se le acreditan a Alva los primeros aerials, un frontside air, aunque él mismo clamara que George Orton fue el primero en realizarlos (Revista Skateboarder, julio de 1978).Alva fue el primero en abandonar el equipo de los Z-boys para formar su propia marca "Alva Skateboards" Sucesivamente fue Jay Adams quien abandono el equipo tras una buena oferta de otra marca. El último fue Stacy Peralta que también abandono el equipo de los Z-boys tras una gran oferta. Después de un tiempo, los tres se vieron las caras en el "World Skateboard Championship" de 1984.

## Biografía
En 1977, a la edad de 19 años, Alva rechazó la mayor compañía de skateboard para formar la suya propia, Alva Skates. La compañía de Alva fue la primera compañía jamás controlada por un skater así como una de las primeras en usar chapeado de arce acodado para las cubiertas del skate. El mismo año fue votado “Skater del año” en la encuesta de los lectores de la Revista “Skateboarder” y estableció el Récord Mundial Guinness de salto de barril.
Alva y el resto de Z-Boys fueron objeto de la grabación de una película sobre sus vidas y la cultura skate de Dogtown, “Los Amos de Dogtown” filmado en 2005. Incluso interpretó el rol de Tony Bluetile en el film de 1978, Skateboard: La película.
Tony Alva recientemente firmó un contrato de 3 años con las zapatillas Vans y su nuevo modelo Pro High Top fue lanzado en 2006. También es patrocinado por Independent Trucks y Relojes Vestal. Además, apareció en una de las famosas sagas de videojuegos del skater profesional Tony Hawk, Tony Hawk's American Wasteland (igualmente para su versión de NDS: Tony Hawk's American Sk8land).
Tony además tocó el bajo en la banda The Skoundrelz, la cual estaba compuesta por miembros de la exbanda Suicidal Tendencies como Mike Dunnigan y Mike Ball así como el exmiembro de Wasted Youth, Dave Hurricane.
En diciembre de 2005, Tony Alva abrió dos tiendas en localidades del sur de California. Las tiendas de Alva están ubicadas en Oceanside cerca de San Diego, California y, la otra fue abierta en Los Ángeles sobre la avenida Fairfax. La tienda celebró su aniversario en diciembre de 2006 y acudieron algunos de los antiguos Z-Boys, actuales miembros del equipo de Alva, amigos de MySpace, fanáticos del skate, algunas celebridades menores incluyendo a “Ryno” Ryan Opray de Survivor, y miembros del público en general. Tony firmó autógrafos e hizo de DJ para el evento, él es considerado junto a Jay Adams y Stacy Peralta, los impulsores a la fama del skateboard y también junto a ellos uno de los mejores y más prestigiosos skaters de la primera época.